# Exoprosopa pullata
Exoprosopa pullata är en tvåvingeart som beskrevs av Zaitzev 1976. Exoprosopa pullata ingår i släktet Exoprosopa och familjen svävflugor.
Artens utbredningsområde är Irak. Inga underarter finns listade i Catalogue of Life.